# River Bain
River Bain är ett vattendrag i Storbritannien.   Det ligger i riksdelen England, i den sydöstra delen av landet, 170 km norr om huvudstaden London.